# Drosera uniflora
Drosera uniflora ist eine fleischfressende Pflanze aus der Gattung Sonnentau (Drosera) und wurde 1809 von Carl Ludwig von Willdenow erstbeschrieben.

## Beschreibung
Bei Drosera uniflora handelt es sich um einen sehr kleinen rosettenbildenden Sonnentau mit flacher, bodenständiger Rosette. Die Blattstiele sind 8 bis 12 Millimeter, die spatel- bis kreisförmigen Fangblätter etwa 3 Millimeter lang und 2,5 Millimeter breit.
Die Pflanze blüht im Januar/Februar. Die bis zu zwei Blütenstängel erreichen eine Höhe von nur 1 bis 3 Zentimeter und schließen – ungewöhnlich für einen Sonnentau – mit einer endständigen Einzelblüte. Die umgekehrt ei- bis keilförmigen Kronblätter (Petalen) sind weiß, 4 bis 5 Millimeter lang und rund 2,5 Millimeter breit.

## Verbreitung und Habitat
Die Art ist nur subantarktisch südlich des vierzigsten Breitengrades in Chile sowie auf den Falkland-Inseln zu finden. Sie gedeiht im Unterholz von Wäldern mit morastigen Böden und in Mooren.
In Chile ist sie Teil der Pflanzengesellschaften Pilgerodendron-Astelia woodland, Valdivio-Magellanic Tepualia woodland, Magellanic Sphagnum bogs und Magellanic Carex-Tetroncium transition mires. In allen ist sie vergesellschaftet mit Astelia pumila, häufig aber auch mit Sphagnum magellanicum, Pilgerodendron uvifera, Tepualia stipularis, Carex magellanica (sowie weiteren Carex-Arten), Tetroncium magellanicum, Myrteola nummularia und Oreobolus obtusangulus.
Auch auf den Falkland-Inseln besiedelt sie sumpfige Böden gemeinsam mit Astelia pumila, Oreobolus obtusangulus und Torfmoos (Sphagnum). Hier findet sie sich darüber hinaus vergesellschaftet mit Pratia repens, Lilaeopsis macloviana, Montia fontana, Ranunculus trullifolius und Anagallis alternifolia.